# Solidesa
|  | Per a altres significats sobre l'estat de la matèria, vegeu «sòlid». |

En lògica, la solidesa és la propietat que tenen els arguments quan són vàlids i les seves premisses són totes vertaderes. Si un argument és deductivament vàlid i és sòlid, la seva conclusió serà necessàriament veritable.

## Validesa i solidesa
Per exemple, considerem el següent argument:
1. Tots els homes són mortals.
2. Tots els grecs són homes.
3. Per tant, tots els grecs són mortals.

Aquest argument és sòlid, perquè d'una banda és vàlid, i per altra banda les premisses són totes vertaderes. Però considereu el següent argument:
1. Tots els homes són mortals.
2. Totes les plantes són homes
3. Per tant, totes les plantes són mortals.

Aquest argument no és sòlid, perquè encara vàlid, una de les premisses és falsa. Finalment, considerem el següent argument:
1. Tots els homes són mortals.
2. Tots els ànecs són animals.
3. Per tant, tots els animals són mortals.

Aquest argument tampoc és sòlid, perquè encara que les premisses són totes vertaderes, l'argument no és vàlid. En res canvia que la conclusió sigui també vertadera.